# Барагино
Барагино — русская деревня в Селижаровском районе Тверской области. Относится к Ларионовскому сельскому поселению.
Деревня примыкает к районному центру Селижарово и находится на левом берегу реки Селижаровки, выше железнодорожного моста. Единственная пока улица идёт вдоль реки и переходит в грунтовею дорогу, ведущую к вокзалу посёлка Селижарово.
Население по переписи 2002 года — 51 человек, 20 мужчин и 31 женщина.
В последнее время на территории между Барагино и Казицино были отведены участки под ИЖС, а к северу от деревни, на бывших сельхозземлях, планируется строительство коттеджного посёлка.

## История
По данным 1859 года казённая деревня Барагино Осташковского уезда, по левую сторону Ржевского тракта, 46 вёрст от Осташкова, при реке Селижаровке, 9 дворов, 70 жителей.
В 1940 году в деревне 35 дворов, она в составе Селижаровского сельсовета Кировского района Калининской области. Во время Великой Отечественной войны погибли 12 уроженцев деревни.
В 1970-80-е годы в деревне бригада колхоза им. Фрунзе, молочная ферма, конный двор.
В 1997 году — 24 хозяйства, 52 жителя.

## Население
| 2010 |
| ---- |
| 51   |